# حضار (السدة)

تعديل مصدري - تعديل

حضار محلة تابعة لقرية رباط العثماني، التابعة لعزلة بني العثمانيين بمديرية السدة إحدى مديريات محافظة إب في الجمهورية اليمنية.، بلغ تعداد سكانها 33 حسب تعداد اليمن لعام 2004.